# SARS-CoV
Severe acute respiratory syndrome coronavirus (SARS-CoV) är den stam av coronavirus som orsakar sjukdomen sars (severe acute respiratory syndrome). Coronavirus har enkelsträngat positivt RNA-genom, ett så kallats RNA-virus, och  infekterar epitelceller i lungorna. Viruset infekterar människor, fladdermöss och palmmårdar.
I slutet av 2002 rapporterades om en ny epidemi i Asien som visade sig bero på SARS-CoV. Sjukdomen sars orsakade runt 8000 sjukdomsfall med över 750 dödsfall i sviterna.
En pandemi på grund av sjukdomen COVID-19 2019–2021 visade stora likheter med sars, och viruset identifierades som sars-cov-2, ännu en stam av sars-relaterade coronavirus.